# عادا كرمي ميلاميد
عادا كَرْمي ميلاميد (بالعبرية: עדה כרמי-מלמד) (ولدت عام 1936) مهندسة معمارية إسرائيلية شهيرة.
حصلت على جائزة إسرائيل في العمارة في عام 2007.

## حياتها
ولدت في 24 ديسمبر 1936 في تل أبيب في فلسطين تحت الانتداب البريطاني (إسرائيل حاليا).
درس في كلية العمارة في الاتحاد المعماري في لندن من عام 1956 حتى 1959، وفي التخنيون (معهد إسرائيل التكنولوجي) من عام 1961 إلى 1962. وتخرجت عام 1963. وقامت بالتدريس في الولايات المتحدة في جامعة كولومبيا وييل وبين.
وفي عام 1986 فازت هي وأخوها المهندس المعماري رام كرمي بالمسابقة الدولية لتصميم مبنى المحكمة العليا الإسرائيلية الذي افتتح عام 1992.
وكتب بول غولدبرغ وهو الناقد المعماري في صحيفة نيويورك تايمز واصفا تصميم كرمي: «حدة التقاليد المعمارية المتوسطية، وجلال القانون، امتزجا بجمال ملحوظ».

## جوائز
- حصلت على جائزة إسرائيل في العمارة في عام 2007.[6] وكان والدها دوف كرمي قد فاز بنفس الجائزة في عام 1957، وكذلك أخوها رام كرمي عام 2002.

- حصلت على جائزة ساندبيرغ.